# Myotis peninsularis
Myotis peninsularis (Miller, 1898) è un pipistrello della famiglia dei Vespertilionidi endemico della Bassa California del Sud.

## Descrizione

### Dimensioni
Pipistrello di piccole dimensioni, con la lunghezza della testa e del corpo tra 44,8 e 55 mm, la lunghezza dell'avambraccio tra 37,2 e 40,6 mm, la lunghezza della coda tra 31 e 40,8 mm e la lunghezza del piede tra 7,6 e 8,4 mm.

### Aspetto
Le parti dorsali sono color creta, con la base dei peli che varia dal grigiastro al bruno-giallastro, mentre le parti ventrali sono più chiare con la base dei peli bruno-olivastre. Le orecchie sono moderatamente lunghe. Il trago è sottile, diritto, lungo circa la metà del padiglione auricolare e con un piccolo lobo rotondo alla base. Le ali sono attaccate posteriormente alla base delle dita dei piedi, i quali sono grandi. La coda è lunga ed inclusa completamente nell'ampio uropatagio. Il calcar è ben sviluppato con un piccolo lobo all'estremità.

## Biologia

### Comportamento
Si rifugia nelle grotte e in edifici abbandonati. Sono state osservate colonie fino a 5.000 femmine con i loro piccoli all'interno di una grossa caverna. È associata ad altre specie di pipistrelli.

### Alimentazione
Si nutre di insetti.

### Riproduzione
Si accoppiano alla fine dell'estate e durante l'autunno, talvolta nella primavera successiva. Femmine gravide sono state osservate nei mesi di maggio e giugno, con le nascite che avvengono alla fine di giugno e nei primi giorni di luglio.

## Distribuzione e habitat
Questa specie è endemica della parte meridionale della Bassa California del Sud.
Vive nel matorral, foreste tropicali decidue, querceti e pinete.

## Conservazione
La IUCN Red List, considerato l'areale limitato, la popolazione limitata a soltanto 5 località e il continuo declino nell'estensione e nella qualità del proprio habitat, classifica M.peninsularis come specie in pericolo di estinzione (Endangered).